# Arboreto y viveros Adeline
El arboreto y viveros Adeline (en francés: Pépinières Arboretum Adeline) es un vivero comercial, arboreto y jardín botánico de 18 hectáreas de extensión, de administración privada, en La Chapelle-Montlinard, Francia. 
Se encuentra abierto todos los días y la entrada es gratuita. 

## Historia
Un apasionado por el mundo de las plantas desde la edad de 7 años Gerard Adeline pasaba gran parte de su tiempo en un vivero de Normandía de donde era nativo. Perfeccionó sus conocimientos en Boskoop en Holanda, pasó 3 años en Canadá alcanzando la graduación en arboricultura decorativa. Su mujer Claudie arquitecto de interiores profesaba su misma pasión por la Horticultura, ambos se trasladan al valle del Loira y empiezan a formar sus colecciones vegetales de árboles frutales y ornamentales así como de arbustos raros que son la base del "Pépinières Adeline". 
A partir del 1 de septiembre de 2008, se hizo cargo de los "Pépinières Adeline" la pareja formada por el Sr. Murari y la Sra. di Sarno, reanudaron los Viveros Adeline bajo el nombre de "Earl Ambrosia" con el fin de persistir en su acción en favor de las plantas de los anteriores propietarios. "Pépinières Adeline" siguen siendo el nombre de la marca y las colecciones persisten y contribuyen a la conservación del patrimonio vegetal, a la defensa de la biodiversidad biológica y el medio ambiente.
Estos viveros hortícolas están reconocidos como "Collection National" por el Conservatorio de colecciones vegetales especializadas (CCVS) por sus colecciones de Ginkgo biloba y Liquidambar.

## Colecciones
Entre las especies dignas de mención: 
- Colección de Ginkgo biloba con 28 variedades.
- Liquidambar con 26 variedades.
- Robles 144 variedades.
- Acer 110 variedades.
- Aceres de Japón 50 variedades.
- Viburnum 50 variedades.
- Magnolia 35 variedades.
- Espino albar 30 variedades.
- Lilas 30 variedades.

Además tiene especímenes de Metasequoia, Picea, Sequoia, y Taxodium.